# Kriegerdenkmal am Lyzeum

Auf einer 1899 gelaufenen Postkarte ist das Kriegerdenkmal mittig abgebildet.

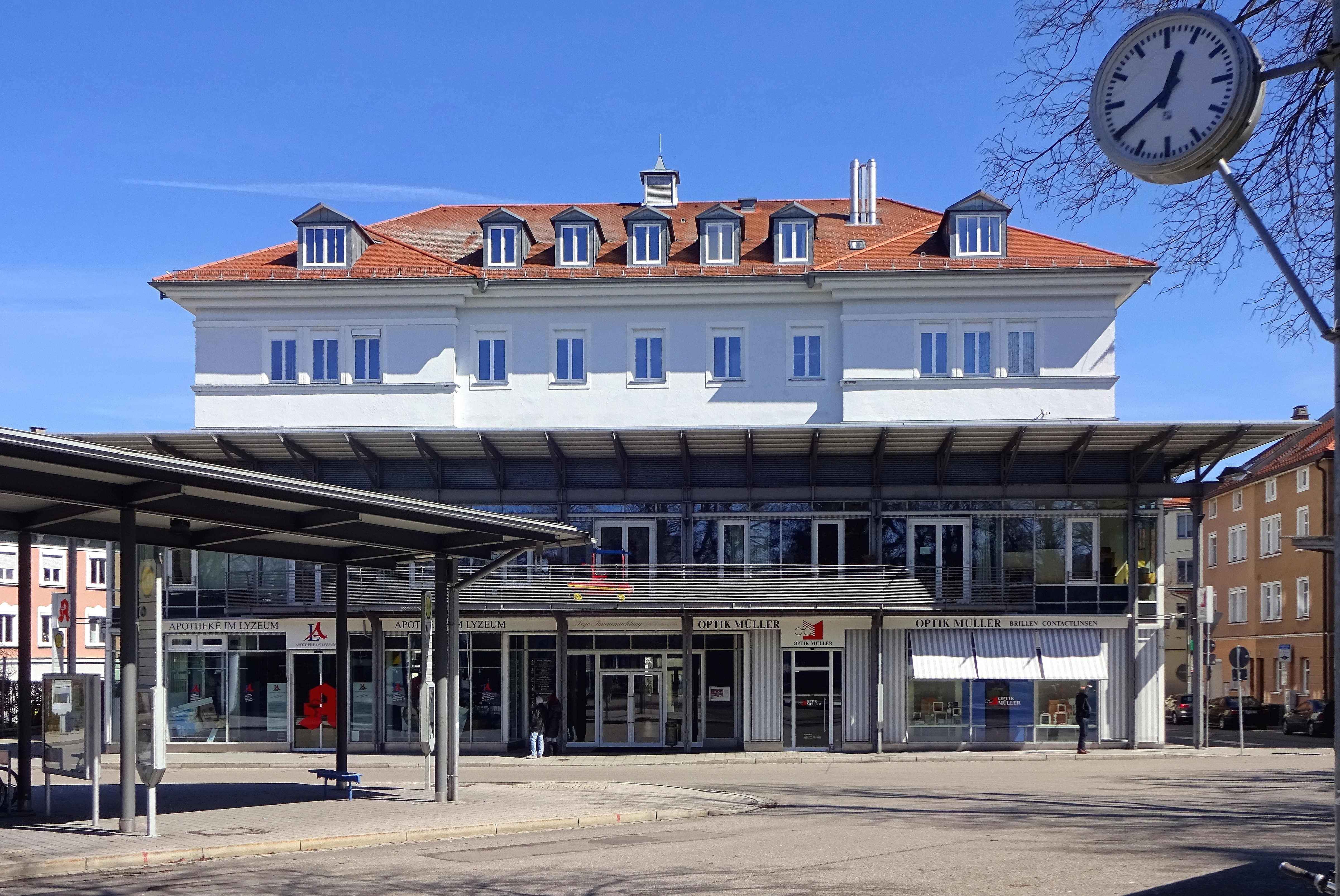
Situation im Jahr 2015: Nachdem der Denkmalsockel beseitigt wurde, entstand in den 1990er-Jahren am Lyzeum ein moderner Anbau sowie die Zentrale Bus-Umsteigestelle.

Das Kriegerdenkmal am Lyzeum in Kempten (Allgäu) erinnerte an die gefallenen Kemptener Soldaten des Deutsch-Französischen Kriegs von 1870 bis 1871. Entworfen wurde die Bronzefigur von Syrius Eberle; zunächst in einer unvorteilhaften Legierung hergestellt, wurde sie später aus Bronze gegossen. Enthüllt wurde das Denkmal am 21. November 1890. Kurz vor dem Ende des Zweiten Weltkriegs wurde die Bronzestatue zur Metallgewinnung eingeschmolzen.
Am ehemaligen Standort des Kriegerdenkmals befindet sich heute die Zentrale Bus-Umsteigestelle, kurz ZUM, der Verkehrsgemeinschaft Kempten.

## Geschichte
Nach dem Deutsch-Französischen Krieg kehrten 15 Krieger nicht zurück, so dass Adolf Leichtle im Mai 1876 zur Errichtung eines Denkmals zur Erinnerung an die Gefallenen aufrief. Leichtle galt es ebenso zu danken, dass sich Syrius Eberle künstlerisch an diesem Projekt beteiligte. Am 21. November 1890 wurde das erste Kriegerdenkmal dann enthüllt. Gegossen wurde es durch die Kunst-Zinkgießerei München als bronzierter Zinkguss.
Im Juli 1897 schlug Adolf Leichtle vor, das durch ein Hagelunwetter beschädigte Denkmal in Bronze umzugießen. Die bis dahin erhoffte Festigkeit der recht neuen Zinklegierungen erwies sich als nicht alterungsbeständig. Reparaturen brachen keine dauerhafte Verbesserung der Situation. Im Frühjahr 1904 wurde zwischen der Erzgießerei Renaissance und der Stadt ein Vertrag für einen Nachguss abgeschlossen. Der Bildhauer Georg Wrba, ein Schüler von Eberle, restaurierte das originale Gipsmodell und wurde mit der künstlerischen Aufsicht betraut. Den Steinsockel baute der vom Rathausbrunnen bekannte Steinmetzbetrieb Zwisler & Baumeister. Der alte Zinkguss wurde als Altmetall verkauft.
Zu Weihnachten 1904 wurde das nun bronzene Denkmal aufgestellt. Das Lyzeum wurde in den 1920er Jahren nach den Plänen des Städteplaners Theodor Fischer umgebaut und die Fassade neu gestaltet. Da der Erste Weltkrieg vorbei war, die Bevölkerung eine Gedächtnisstätte für die Gefallenen forderte, wandte sich 1927 Bürgermeister Otto Merkt an Fischer. Merkt setzte nach Interessenskonflikten aus unterschiedlichen Gruppen (Verein für Kriegsbeschädigte, Nationalsozialisten, Militärvereine) Fischers Vorschlag um und ließ Joseph Hengge eine ansprechende Freskenmalerei auf der Fassade des Lyzeums entwerfen. Am 30. Juli 1933 wurde die martialische Darstellung, die sich auf die im Ersten Weltkrieg Gefallenen bezieht, offiziell enthüllt. Diese Hintergrunddarstellung verwitterte aber recht schnell. Eine Erneuerung des Kunstwerks als Mosaik lehnte Merkt ab. Ab 1933 wurde die Anlage um das Denkmal für Versammlungen, Aufmärsche und Totenehrungen von Nationalsozialisten benutzt.
1940 wurden Vorbereitungen vom Innenministerium eingeleitet, um sogenannte Metallspenden für Kriegszwecke zu ermöglichen. Merkt erreichte durch eine Eingabe vom 24. Juli 1942 bei der Reichsstelle für Metalle, dass per Erlass vom 17. August 1942 von einer Ablieferung vorübergehend abgesehen wird. Im Juli 1942 wurde Merkt entlassen. Nachfolger wurde Anton Brändle, er kontaktierte mit einem Schreiben vom 15. März 1943 die Reichsstelle für Metalle und bat, das Denkmal einschmelzen zu lassen, um es als Metallspende abliefern zu können. Am 24. August 1943 wurde die Plastik mit den Bronzetafeln abgenommen und in einer Kemptener Glockengießerei eingeschmolzen. Die Bronzegruppe erreichte ein Gewicht von 2540 kg, die vier Tafeln 235,5 kg.
Nach dem Zweiten Weltkrieg stand nur noch der Steinsockel, im Oktober 1946 schrieb Stadtbaurat Röhrle an die alliierte Kontrollbehörde, dass die Zerstörung des Denkmals von der Bevölkerung allgemein bedauert wird.

## Beschreibung
Zentral vor dem Lyzeum am Rande des Stadtparks standen auf einem Steinpostament mit einer Inschriftentafel zwei Bronzefiguren, umgeben von Waffen und Standarten. Die größere von beiden war ein Friedensengel, der eine Friedenspalme in der Linken und einen Lorbeerkranz in der rechten Hand hielt; er blickte auf die Figur eines sterbenden Soldaten zu seinen Füßen. 
Auf der Vorderseite des Sockels standen die Worte „Den in dem rumreichen Kriege von 1870 und 1871 für das Vaterland gestorbenen Söhnen der Stadt Kempten in dankbarer Erinnerung gewidmet.“ Auf den anderen drei Seiten des Sockels waren die Namen der 15 Kriegstoten aus Kempten aufgelistet.
Das Denkmal bildete mit einem Freskoband von Josef Hengge auf dem dahinter stehenden Lyzeum eine künstlerische Einheit. Das Gemälde zeigte über eine Breite von fünf Fensterachsen eine kriegerische Szene mit einer Inschrift.